# Jean-Carlos Garcia
Jean-Carlos Anthony Garcia (Gibraltar, 5 juli 1992) is een Gibraltarees voetballer, die speelt voor Gibraltar Phoenix FC en het Gibraltarees voetbalelftal. Hij speelt meestal als rechtsachter, maar soms ook op de rechtervleugel.